# Telnice
Telnice (deutsch Tellnitz) ist eine Gemeinde in Tschechien. Sie liegt neun Kilometer nordwestlich von Ústí nad Labem am Südhang des Osterzgebirges.

## Geographie

### Lage
Der in 345 m ü. M. südwestlich der Nollendorfer Höhe im Gebirgstal des Telnický potok (Tellnitz) befindliche Ort liegt an der Eisenbahn, die von Děčín westwärts am Fuße des Erzgebirges verläuft. Einen Kilometer südlich verläuft die Trasse der Dálnice 8.
Nachbarorte sind Varvažov im Süden, Žandov im Südwesten, Liboňov im Westen, Adolfov im Nordwesten und Nakléřov im Nordosten.

### Gemeindegliederung
Die Gemeinde Telnice besteht aus den Ortsteilen Liboňov (Liesdorf), Telnice und Varvažov (Arbesau), die zugleich auch Katastralbezirke bilden. Grundsiedlungseinheiten sind Adolfov, Liboňov, Telnice, U Staré Pošty, Varvažov und Zadní Telnice (Hintertellnitz).

### Nachbarorte
|                  | Petrovice (Peterswald)                      |                        |
| Krupka (Graupen) | Kompassrose, die auf Nachbargemeinden zeigt | Libouchec (Königswald) |
| Chlumec (Kulm)   | Ústí nad Labem (Aussig)                     |                        |

## Geschichte
Bereits seit dem Jahre 1371 wurde an der Tellnitz Zinnbergbau betrieben. An der oberen Winterleite (Rudný vrch) entstanden Gruben und Seifen. Neben dem Zwitter wurde auch Eisen, Blei, Kupfer, Zink und Silber gewonnen.
Talabwärts entstanden auf dem Territorium der Herrschaft Graupen verstreute Ansiedlungen der Bergleute und Holzfäller, von denen Hintertellnitz die älteste war. 1580 erfolgte eine Aufteilung des Tellnitztales unter mehrere Besitzer. Dadurch gelangte die obere Ortschaft Hintertellnitz an die Grundherrschaft Schöbritz, während Mitteltellnitz zum Schönwalder und Vordertellnitz zum Kulmer Besitz zählte.
Bedeutendste Besitzer war die Geisinger Bergbauunternehmerfamilie Kölbel, die bis 1627 zusammen mit Kulm und Schöbritz große Teile von Tellnitz besaß. In der Berní rula waren für das gesamte Tellnitztal 15 Häuser ausgewiesen, von denen drei wüst lagen. Die Besiedlung des Tales nahm zu, es wurden Mühlen errichtet und 1833 standen schon 50 Häuser, in denen 246 Menschen lebten. Zuvor war der Ort während der Napoleonischen Kriege im Jahre 1813 bei der Schlacht bei Kulm Schauplatz von Kämpfen und erlitt schwere Schäden.
Um 1840 ließ Graf Ledebur ein kleines Schloss errichten. Zum Zeitpunkt Ablösung der Patrimonialherrschaften im Jahre 1850 waren Vorder- und Mitteltellnitz den Grafen von Westphalen auf Kulm und Schönwald und Hintertellnitz den Ledebur auf Schöbritz gehörig. Die Besiedlung erweiterte sich talabwärts und auf Arbesauer Fluren entstand eine weitere Ansiedlung, die den Arbesauer Ortsteil Tellnitz bildete. Dort entstand 1860 eine kleine Kapelle. Verwaltungstechnisch bildete Tellnitz nach der Revolution von 1848/1849 im Kaisertum Österreich ab der Mitte des 19. Jahrhunderts eine Gemeinde im Gerichtsbezirk Karbitz bzw. im Bezirk Außig.
1871 nahm die Dux-Bodenbacher Eisenbahn den Betrieb auf und zwischen Vordertellnitz und Arbesau entstand ein Bahnhalt.
1910 errichteten die Grafen von Westphalen eine Kirche. In dieser Zeit waren Vorder-, Mittel- und Hintertellnitz zu einer Gemeinde Tellnitz vereinigt. Beim Hochwasser im Osterzgebirge 1927 wurde Tellnitz schwer betroffen. Seit dem Beginn des 20. Jahrhunderts arbeiteten viele der Tellnitzer in den Granitsteinbrüchen und 1912 wurde Tellnitz durch die elektrische Straßenbahn von Aussig her erschlossen. Dadurch entwickelte sich auch der Fremdenverkehr. Die Einwohnerzahl wuchs auf etwa 3000.
1960 erfolgte die Eingemeindung von Varvažov. Zu dieser Zeit hatte in Telnice nach der Einstellung des Bergbaus ein starker Rückgang der Bevölkerung eingesetzt. Der Kernort besteht aus den Ortslagen Přední Telnice (Vordertellnitz), die das Zentrum des Ortes bildet, während Prostřední Telnice (Mitteltellnitz) und Zadní Telnice (Hintertellnitz) heute fast nur noch aus Ferienhäusern bestehen.
Im Ortsteil Zadní Telnice befindet sich ein Wintersportzentrum, es werden sieben Skilifte betrieben. Der Skiclub Telnice ist der zweitgrößte der Tschechischen Republik. 1965 wurde erstmals im Sozialismus eine Schneilanze (Schneekanone) zum Einsatz gebracht, heute wird das Skigebiet mit Beschneiungsverfahren und Pistengeräten präpariert.
Seit Januar 2014 verkehrt eine gebrauchte 2er Sesselbahn aus der Schweiz in dem Skigebiet, die Garaventa (Doppelmayr) Anlage wurde im Skigebiet Lenzerheide abgebaut.

## Sehenswürdigkeiten
- neogotische Kapelle und Ledeburgruft

## Sport
Mit dem FK Spartak Telnice gibt es eine Amateur-Fußballmannschaft.